# Okres Gros-de-Vaud
Okres Gros-de-Vaud (francouzsky District du Gros-de-Vaud) je jedním z okresů kantonu Vaud ve Švýcarsku. Jeho sídlem je Echallens.

## Poloha
Okres se rozkládá ve střední části kantonu. Na západě sousedí s okresem Morges, na severu s okresem Jura-Nord vaudois, na severovýchodě s kantonem Fribourg, na východě s okresem Broye-Vully a na jihu a jihovýchodě s okresy Lavaux-Oron, Lausanne a Ouest lausannois.